# Инверсо Пинаска
Инвѐрсо Пина̀ска (на италиански: Inverso Pinasca; на пиемонтски: l'Invers ëd Pinasca, л'Инверс ъд Пинаска, на окситански: Ënvers de Pinacha, Ънверс де Пинача) е община в Метрополен град Торино, регион Пиемонт, Северна Италия. Административен център на общината е село Флеча (на италиански: Fleccia), което е разположено на 560 m надморска височина. Към 1 януари 2020 г. населението на общината е 701 души, от които 27 са чужди граждани.